# Josef Diltsch
Josef Diltsch (* 4. Februar 1863 in Scheibbs; † 3. Jänner 1931 in Steyr) war ein akademischer Maler und Lithograph. Einer breiten Öffentlichkeit wurde sein Entwurf des Logos für Manner mit dem Stephansdom bekannt.

## Leben und Wirken
Diltsch, der Sohn des Kupferschmiedmeisters Josef Diltsch, absolvierte nach der Pflichtschule in Steyr, wohin die Familie zog, eine Lehre für Lithographie bei Emil Prietzel. Während seiner Militärdienstzeit ab 1881 besuchte er mit Bewilligung der Behörde die Akademie der bildenden Künste Wien, konnte aber das Studium nicht abschließen. Er übte den Beruf als Lithograph bei Josef Eberle, Waldheim und Gustav Freytag in Wien aus. Er kehrte 1896 nach Steyr zurück, wo er bei der Buchdruckerei Emil Haas zwei Jahre lang tätig war.
Um die Jahrhundertwende entschloss er sich, als selbständiger Maler tätig zu werden. Aus seiner Hand stammen zahlreiche Porträts lokaler Persönlichkeiten (mehrere Bürgermeister von Steyr, Josef Werndl, Graf Lamberg u. a.). In seinen letzten Jahren beschäftigte er sich mit Radierungen, vor allem mit Arbeiten auf Stein. Bekannte Werke sind etwa eine Radierung der Stadtpfarrkirche Steyr mit Mariensäule, sowie ein Porträt Anton Bruckners aus dem Jahr 1924, das im Pfarrhof Ansfelden entdeckt und 1996 erstmals ausgestellt wurde. Der Druckstein eines weiteren Bruckner-Porträts aus dem Jahr 1900 wurde im Jahr 2003 durch Zufall gefunden: Er war eingelassen in eine Wand im ersten Stock eines China-Restaurants in Steyr. Für die Firma Manner entwickelte er das Logo mit dem Stephansdom.